# Jarkovac
Jarkovac (cyr. Јарковац) – wieś w Serbii, w Wojwodinie, w okręgu środkowobanackim, w gminie Sečanj. W 2011 roku liczyła 1505 mieszkańców.